# Американо-литовские отношения
Американо-литовские отношения — двусторонние дипломатические отношения между США и Литвой.

## История
США и Литва являются союзниками и надёжными партнёрами. Соединённые Штаты признали независимость Литвы в июле 1922 года. 
Литва была присоединена к Советскому Союзу в 1940 году во время Второй мировой войны. В 1990 году Литва провозгласила свою независимость от СССР. Соединённые Штаты никогда не признавали насильственного присоединения Литвы к Советскому Союзу и оказывали поддержку её дипломатическому представительству в период Холодной войны. Например, в 1983 году указание на картографических материалах прибалтийских стран как независимых государств, оккупированных СССР, стало обязательным для закупок этих материалов для нужд армии США. На конец 1980-х годов в Вашингтоне продолжала действовать литовская дипломатическая миссия (кроме США представительства Литвы сохранились только в Великобритании и в Ватикане), которая с 1950 года получила разрешение пользоваться процентами с замороженных в американских банках активах довоенной Литвы.
После того как Литва восстановила свою независимость, Соединённые Штаты начали тесно с ней сотрудничать и оказывать помощь в восстановлении демократических институтов и рыночной экономики. США приветствовали вступление Литвы в НАТО и Европейский союз в 2004 году.

## Дипломатические представительства

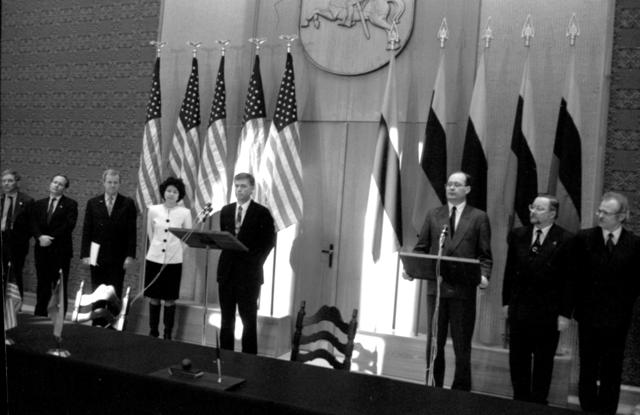
Визит вице-президента США Дэна Куэйла в Верховный Совет Литвы, февраль 1992 года

- США имеют посольство в Вильнюсе[5]. Чрезвычайный и полномочный посол США в Литве — Роберт Гилкрист.
- Литва имеет посольство в Вашингтоне[6], а также генеральные консульства в Лос-Анджелесе[7], Нью-Йорке[8] и Чикаго[9]. Чрезвычайный и полномочный посол Литвы в США — Аудра Плепите.

## Торговля
Литва является относительно небольшим, но потенциально привлекательным рынком для американских товаров и услуг. В августе 2017 года в Клайпеду прибыли первая партия (около 140 тыс. м³) сжиженного природного газа из США.
Шаги, предпринятые Литвой во время вступления страны в ЕС и НАТО, способствовали улучшению правовой, налоговой и таможенной базы. Соединённые Штаты и Литва подписали соглашение о двусторонней торговле и защите интеллектуальной собственности, а также двусторонний инвестиционный договор. Литва участвует в программе безвизового въезда (Visa Waiver Program), которая позволяет гражданам стран-участниц пребывать до 90 суток в Соединённых Штатах без получения визы.